# Peña Blanca (Los Santos)
Peña Blanca es un corregimiento ubicado en el distrito de Las Tablas en la provincia panameña de Los Santos. Está ubicado al sur de Las Tablas a una distancia de 5.0 kilómetros y colinda con los siguientes corregimientos: Al norte con  El Cocal, al sur San José, al oriente Santo Domingo al nororiente La Laja, al Occidente El Carate y al suroccidente El Muñoz. Cabe resaltar que, en el extremo sur, lo separa del corregimiento de San José  el Río Mensabé. En el año 2023 tenía una población de 1,043 habitantes y una densidad poblacional de 120 personas por km².